# Hämmö
Hämmö är en ö i Finland. Den ligger i sjön Suontee och i kommunen Pertunmaa i den ekonomiska regionen  S:t Michel och landskapet Södra Savolax, i den södra delen av landet, 180 km nordost om huvudstaden Helsingfors. Öns area är 1,4 hektar och dess största längd är 260 meter i nord-sydlig riktning.